# Gaetano Scirea
Gaetano Scirea, född 25 maj 1953 i Cernusco sul Naviglio, Italien, död 3 september 1989, var en italiensk fotbollsspelare.
Libero i Juventus och italienska landslaget under 1970- och 80-talet. Han inledde karriären i Atalanta 1972 och värvades av Juventus två år senare, där han spelade fram till 1988. Scirea avled i en bilolycka 1989. 
Han fick aldrig ett rött kort under hela sin karriär. Scirea kom med i Italiens bästa elva genom tiderna.
Han har fått en "curva" uppkallad efter sig på Juventus stadion; Curva Scirea.

## Meriter
- Italiensk mästare 1975, 1977, 1978, 1981, 1982, 1984, 1986
- Italienska cupen 1979, 1983
- Europacupen 1985
- Cupvinnarcupen 1984
- UEFA-cupen 1977
- UEFA Super Cup 1984
- Interkontinentalcupen 1985
- 78 landskamper/2 mål
  - VM 1978, 1982, 1986
  - VM-guld 1982
  - EM 1980